# 香取市立福田小学校
香取市立福田小学校（かとりしりつ ふくだしょうがっこう）は、千葉県香取市福田にあった市立小学校。

## 概要
香取市の福田、本矢作、伊地山の旧香西村南部を学区とする。創立記念日は10月10日。

## 沿革
- 1876年（明治9年）10月10日 - 福田の竜性院を仮校舎として開校、福田小学校と称する。
- 1902年（明治35年）8月 - 現敷地に校舎が完成。
- 1941年（昭和16年） - 福田国民学校と改称。
- 1947年（昭和22年） - 6･3制の実施により福田小学校と改称。
- 1984年（昭和59年）3月 - 鉄筋コンクリート造の新校舎竣工。
- 2020年（令和2年）3月31日 - 本校と神南小学校を統合したわらびが丘小学校開校により、閉校。